# Axum
Acest articol se referă la orașul Axum. Pentru regat, vezi Regatul Axum.
Axum sau, mai bine zis, Aksum este un oraș în statul Tigray din nordul Etiopiei, aflat în apropiere de baza munților Adoua. Acesta a fost centrul Regatului Axumit, ridicat în jurul nașterii lui Iisus și căzut în secolul XII datorită mutării centrului de putere a imperiului etiopian mai la sud. Șaptezeci și cinci la sută dintre locuitorii orașului sunt creștini ortodocși etiopieni. Restul populației se împarte în musulmani și P'ent'ay (creștini ce nu aparțin Bisericii Etiopiene).
Datorită valorii sale istorice, ruinele sale au fost include de către UNESCO, în 1980, în lista siturilor de patrimoniu mondial.

## Regatul Axumit și Creștinătatea ortodoxă

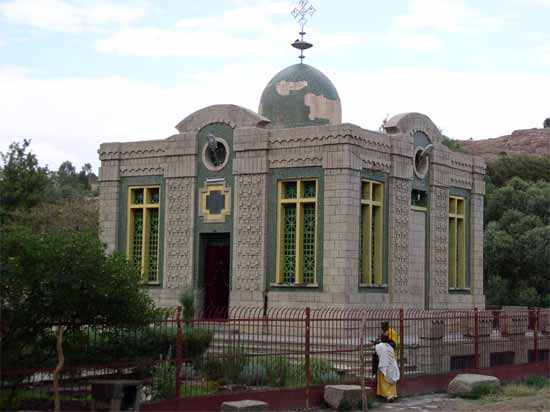
Capela din Tablet

Regatul din Axum are propria limbă scrisă numită gî'îz, dezvoltându-și totodată o arhitectură distinctivă exemplificată de obeliscuri gigantice. Regatul a ajuns la apogeul său în timpul domniei regelui Ezana, botezat Abriha, în Anii 300 d.Hr. (tot atunci îmbrățișând și creștinismul).
Biserica ortodoxă etiopiană susține că Biserica Sfânta Maria din Sion din Axum găzduiește biblicul Chivot al Legământului în care se află tabletele pe care sunt scrise Cele zece porunci. Tot la această biserică au fost încoronați împărații etiopieni timp de secole la rândul, până la domnia lui Fasilidos, iar apoi începând de la Yohannes al IV-lea și până la sfârșitul imperiului. Axum este considerat cel mai sfânt oraș din Etiopia și este o destinație importantă a pelerinajelor. Aici au loc festivale religioase semnificante precum Festivalul T'imk'et (cunoscut ca Boboteaza în creștinătatea vestică) la 7 ianuarie și Festivalul lui Maryam Zion la sfârșitul lunii noiembrie.
În 1937, Obeliscul din Axum, înalt de 24 de metri și vechi de 1700 de ani a fost tăiat în trei părți de către soldații italieni și trimis la Roma pentru a fi reconstruit. Obeliscul este considerat de marea majoritate a specialiștilor drept unul dintre cele mai bune exemple a ingineriei din vârful Imperiului Axumit. În ciuda unui acord al Națiunilor Unite din 1947 ce prevedea că obeliscul ar trebui să fie dat înapoi, Italia s-a eschivat, rezultând într-o dispută diplomatică îndelungată față de guvernul etiopian, care consideră obeliscul drept un simbol al identității naționale. În aprilie 2005, Italia a returnat în sfârșit piesele obeliscului, bucurându-se de felicitări atât din partea oficialităților, dar și din rândurile populației de rând. El a fost ridicat din nou în Axum în noiembrie 2005. 

## Axum și Islamul
Deși musulmanii axumiți au încercat construirea unei moschei în acest sfânt oraș etiopian, rezidenții ortodocși au replicat că trebuie să le fie permisă construirea unei biserici ortodocse etiopiene în Mecca (oficial Makkah) dacă musulmanilor le-ar fi permisă construirea unei moschei în Axum.
Legătură lui Axum cu Islam este foarte veche. Conform lui Ibn Hisham, când Muhammad a întâlnit oprimare din partea clanului Quraish, a trimis un mic grup în care se afla și fiica sa Ruqayya li soțul ei Osman ibn Affan, căruia Ashma ibn Abjar, rege al Axumului, i-a oferit refugiu și protecție, refuzând cererile clanului Quraish de a trimite acești refugiați înapoi în Arabia. Ei nu s-au întors până în al șaselea an al Hijra (628), dar chiar și atunci mulți au rămas în Etiopia, stabilindu-se în cele din urmă la Negash, în estul statului Tigray.
Există diferite tradiții privind efectul pe care acești musulmani timpurii l-au avut asupra conducătorului din Axum. Tradiția musulmană spune că domnitorul a fost atât de impresionat de acești refugiați încât a devenit convertit. Pe de altă parte, tradiția etiopiană afirmă că unul dintre refugiații musulmani care a trăit în Etiopia în acea vreme s-a convertit la creștinismul ortodox, devenind astfel primul convertit cunoscut de la Islam la Creștinătate. Merită menționat o a doua tradiție etiopiană care spune că la moartea lui Ashama ibn Abjar, Muhammed s-ar fi rugat pentru sufletul regelui și a spus urmașilor săi, "Lăsați etiopienii în pace, atâta vreme cât nu preiau ofensiva".

## Puncte de interes
Monumentele aksumite principale ale orașului sunt stelele sau obeliscurile. Cele mai multe dintre acestea se află în Parcul Stelelor de Nord, variind de la Marea Stelă, de 33 metri (se presupune că ar fi căzut în timpul construcțiilor) și cel mai înalt aflat în picioare Obeliscul din Axum, 24 metri înălțime. Cu toate acestea cea mai celebră stelă este Stela Regelui Ezana, înaltă de 21 de metri. Se consideră că acestea marchează morminte și în trecut lansau discuri de metal afixate în lateral, gravate, de asemenea, cu designuri arhitecturale. Spre deosebire de zona nordică, stelele lui Gudit, au fost amestecate cu majoritatea mormintelor din secolul IV.

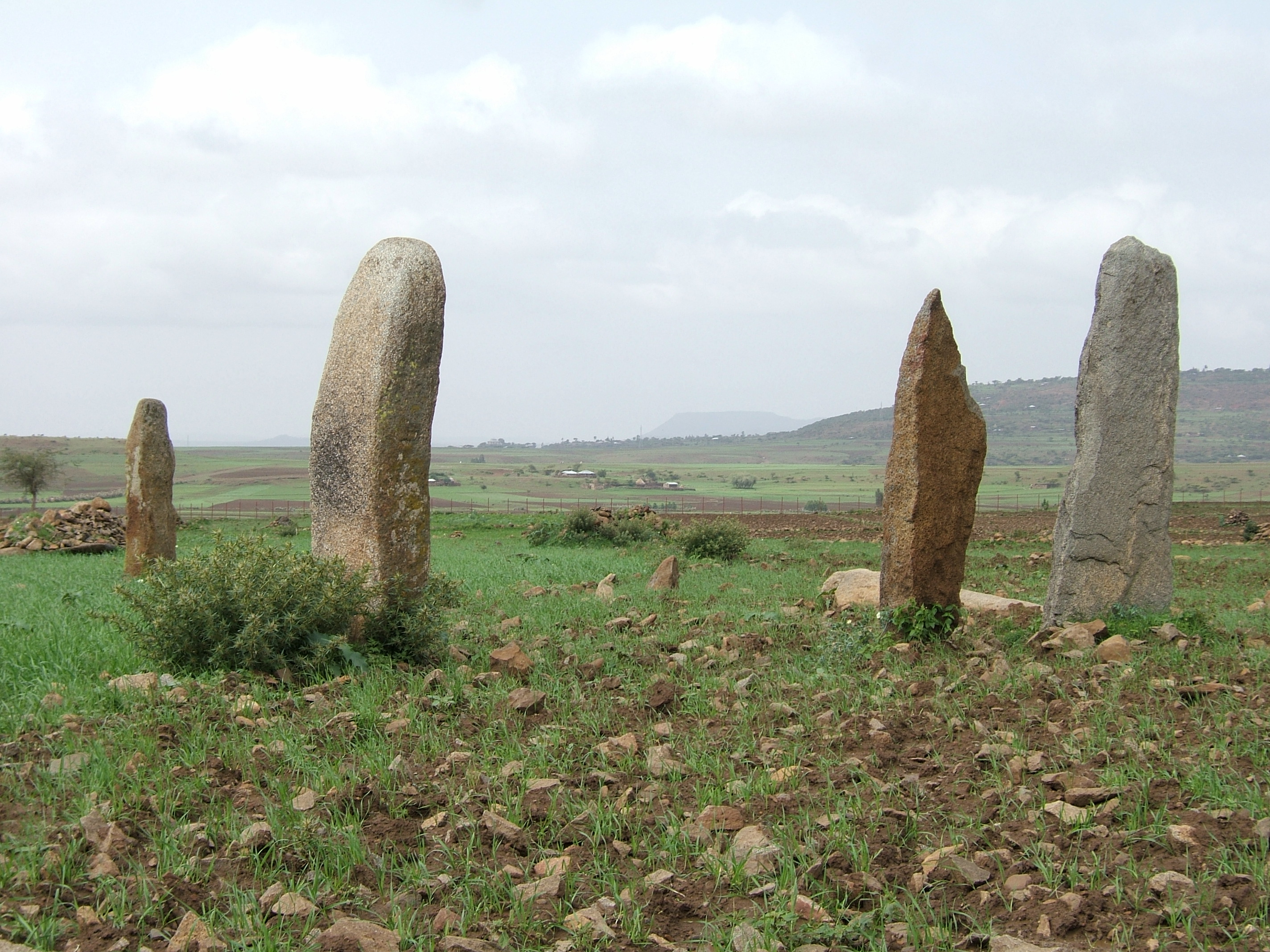

Celelalte trăsături ale orașului includ Biserica Sfânta Maria din Sion, construită în 1665, în care se spune că ar exista Chivotul Legământului (o biserică proeminentă construită în secolul XX purtând același nume i se alătură), muzee arheologice și etnografice, Piatra lui Ezana scrisă în sabaeană, gî'îz și Greaca veche în manieră similară Pietrei lui Rosetta, Mormântul Regelui Bazen (un megalit considerat a fi unul dintre cele mai timpurii structuri de acest gen), așa-numita Baie a Reginei din Saba (de fapt un rezervor), Ta'akha Maryamul, datând din secolul IV și Palatul Dungur din secolul VI, mănăstirile din Abba Pentalewon și Abba Liqanos și piesa de artă pe piatră Leoaica din Gobedra.
Legenda de aici susține că Regina din Saba a locuit în acest oraș.
De asemenea, orașul găzduiește un mic aeroport.

## Personalități născute aici
- Zera Yacob (1599 - 1692), filozof.